# 9 Dywizjon Samochodowy
9 Dywizjon Samochodowy (9 dsam) – pododdział wojsk samochodowych Wojska Polskiego II RP.

## Formowanie i zmiany organizacyjne
9 dywizjon samochodowy sformowany został w czerwcu 1921 we Lwowie na bazie 6 polowego dywizjonu samochodowego.
Już 19 czerwca 1921 i 20 czerwca został przetransportowany do Brześcia, na terytorium Okręgu Korpusu Nr IX. Dowódca dyonu pełnił funkcję szefa służby samochodowej OK IX. W 1929 jednostka została skadrowana i przemianowana na Kadrę 9 Dywizjonu Samochodowego.
Święto dywizjonu było obchodzone 17 czerwca. W dniu tym wyszedł pierwszy rozkaz dzienny dowódcy dywizjonu.

## Żołnierze
Dowódcy dyonu i komendanci kadry
- ppłk sam. Włodzimierz Ossoria-Bukowski (X 1921 - III 1923[5][6])
- ppłk sam. Marek Krzyczkowski (od 15 III 1923[7])
- mjr sam. Józef Wacław Rokicki (do 1934)

## Odznaka pamiątkowa
20 stycznia 1930 roku Minister Spraw Wojskowych, Marszałek Polski Józef Piłsudski zatwierdził wzór i regulamin odznaki pamiątkowej 9 dsam.
Odznaka o wymiarach 39x39 mm ma kształt równoramiennego krzyża, którego ramiona zakończone są kulkami. Krzyż pokryty jest czarną emalią z amarantowym obrzeżem. Na ramionach krzyża wpisano nazwy miast LWÓW BRZEŚĆ/B oraz daty 1921 1929. W jego centrum znajduje się stylizowana odznaka Szkoły Samochodowej, na chłodnicy samochodu numer 9. Pomiędzy ramionami krzyża złote promienie. Dwuczęściowa - oficerska, wykonana w srebrze, łączona za pomocą czterech nitów.